# وزارت فرهنگ فرانسه
وزارت فرهنگ فرانسه (فرانسوی: Ministère de la Culture‎) از وزارتخانه‌های دولت فرانسه است، که در سال ۱۹۵۹ میلادی تأسیس شد. این وزارتخانه مسئول موزه‌های ملی و بنای یادبود تاریخی است. هدف آن حفظ هویت فرانسوی از طریق ترویج و حمایت از هنرها (تجسمی، پلاستیک، تئاتر، موسیقی، رقص، معماری، ادبیات، تلویزیون و سینما) در خاک ملی و خارج از کشور است. بودجۀ آن عمدتاً به مدیریت آرشیو ملی (شش سایت ملی و صدها مکان ذخیره‌سازی غیرمتمرکز) و خانه‌های فرهنگ (مراکز فرهنگی) منطقه‌ای اختصاص دارد.
دفتر اصلی آن در کاخ-سلطنتی در منطقهٔ ۱ پاریس در خیابان دو والوا است. ریاست آن را وزیر فرهنگ، یکی از اعضای کابینه، بر عهده دارد. مقام فعلی از ۱۱ ژانویه ۲۰۲۴ میلادی، برعهده رشیده داتی می‌باشد.